# Parlament Panafricà
El Parlament Panafricà, també conegut com a parlament africà, és el cos legislatiu de la Unió Africana. El Parlament Africà va celebrar la seva sessió inaugural el març de 2004. Actualment no té poder real, sinó que té poder de consell i consulta. Inicialment la seu del parlament Panafricà era a Addis Abeba, (Etiòpia) però finalment va ser traslladada a Midrand (Sud-àfrica). A més a més, deu comitès permanents van ser creats per tractar diferents sectors de la població africana.
Des de 2022 el President del Parlament és Fortune Z. Charumbira, de Zimbabwe en substitució de l'algerià Bouras Djamel.